# Route 283 (Québec)
Pour les articles homonymes, voir Route 283.
La route 283 (R-283) est une route régionale québécoise d'orientation nord / sud située sur la rive sud du fleuve Saint-Laurent. Elle dessert la région administrative de Chaudière-Appalaches.

## Tracé
La route 283 débute à Saint-Just-de-Bretenières sur la route 204 et traverse quelques petits villages avant de traverser le cœur historique de Montmagny. Elle se termine dans cette ville, près du fleuve Saint-Laurent, sur la route 132.
Avant les années 1970, la route 283 était connue comme la route 24 de son terminus sud jusqu'au village de Saint-Fabien-de-Panet puis, comme la route 26 sur le reste de son parcours.

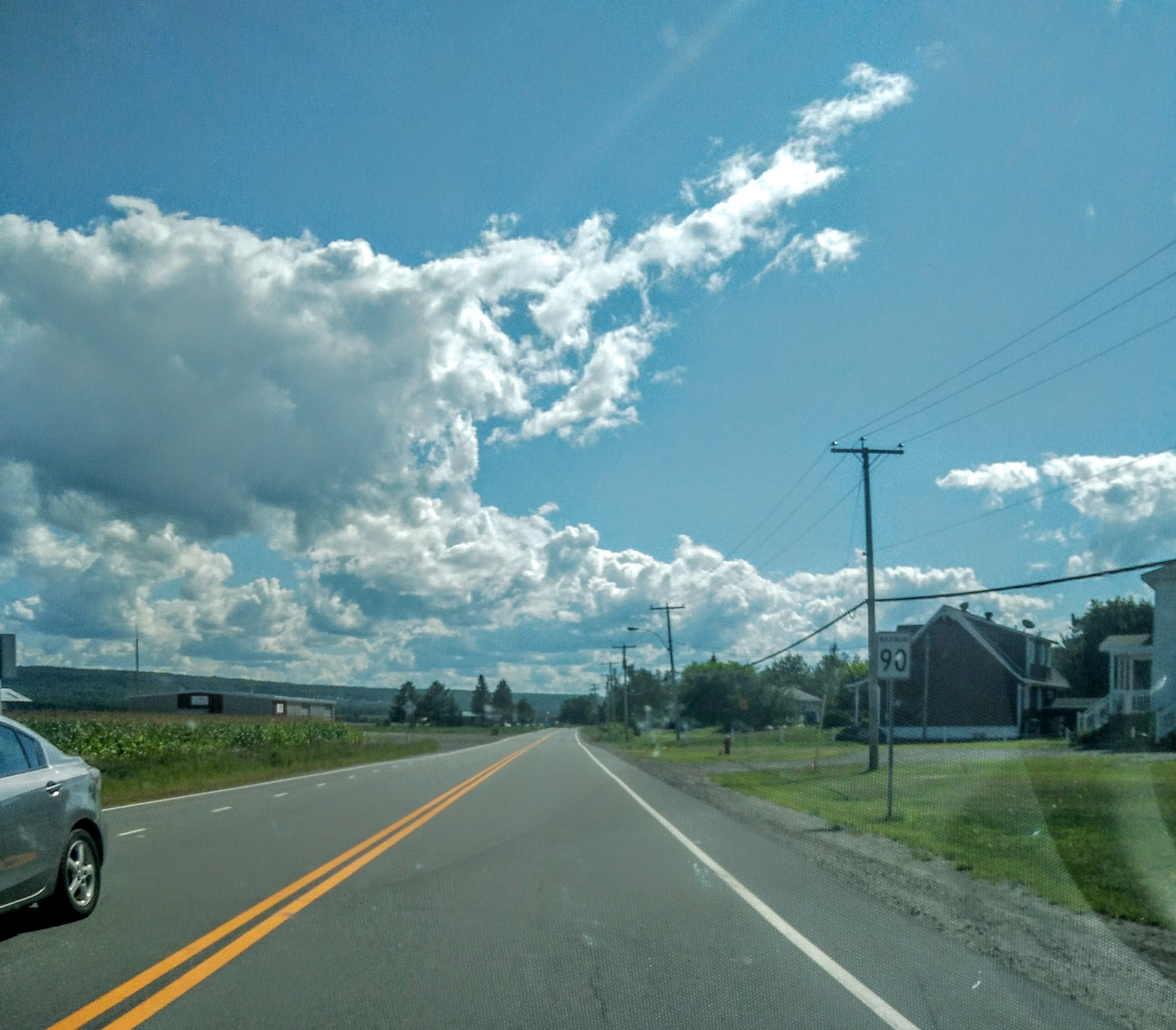
Route 283 (montée de la Rivière-du-Sud) à Montmagny.

### Changement de tracé
Le tracé de la route 283 a été raccourci de 18,6 kilomètres en 2001. En effet, la route 283 commençait à Sainte-Lucie-de-Beauregard traversait le village de Lac-Frontière avant de rejoindre son terminus sud actuel. Cette section a été réattribuée à la route 204 alors que la route 204 passait plus au nord dans les villages de Saint-Fabien-de-Panet et de Sainte-Lucie-de-Beauregard. Cette section de la route 204, bien qu'encore gérée par le ministère des Transports, n'est plus numérotée. La section de la route 283 entre son terminus sud actuel et le village de Saint-Fabien-de-Panet formait un multiplex avec la route 204 avant les modifications.

## Localités traversées (du sud au nord)
Liste des municipalités dont le territoire est traversé par la route 283, regroupées par municipalité régionale de comté.

### Chaudière-Appalaches
Montmagny
- Saint-Just-de-Bretenières
- Saint-Fabien-de-Panet
- Saint-Paul-de-Montminy
- Notre-Dame-du-Rosaire
- Montmagny

## Intersections majeures
| MRC                                           | Municipalité           | km    | Destinations                                     | Notes                                              |
| --------------------------------------------- | ---------------------- | ----- | ------------------------------------------------ | -------------------------------------------------- |
| Montmagny                                     | Saint-Fabien-de-Panet  | 0,00  | R-204 – Lac-Frontière, Saint-Just-de-Bretenières | Le tracé de la R-285 se continue comme R-204 ouest |
| Montmagny                                     | Saint-Paul-de-Montminy | 25,90 | R-216 ouest – Saint-Paul-de-Montminy             | Terminus sud du multiplex avec la R-216            |
| Montmagny                                     | Saint-Paul-de-Montminy | 29,10 | R-216 est – Sainte-Apolline-de-Patton            | Terminus nord du multiplex avec la R-216           |
| Montmagny                                     | Montmagny              | 60,40 | A-20 – Québec, Rivière-du-Loup                   | Sortie 378 de l'A-20                               |
| Montmagny                                     | Montmagny              | 62,20 | R-132 (Boulevard Taché)                          |                                                    |
| - Terminus de multiplex - Transition de route |                        |       |                                                  |                                                    |